# 間諜片

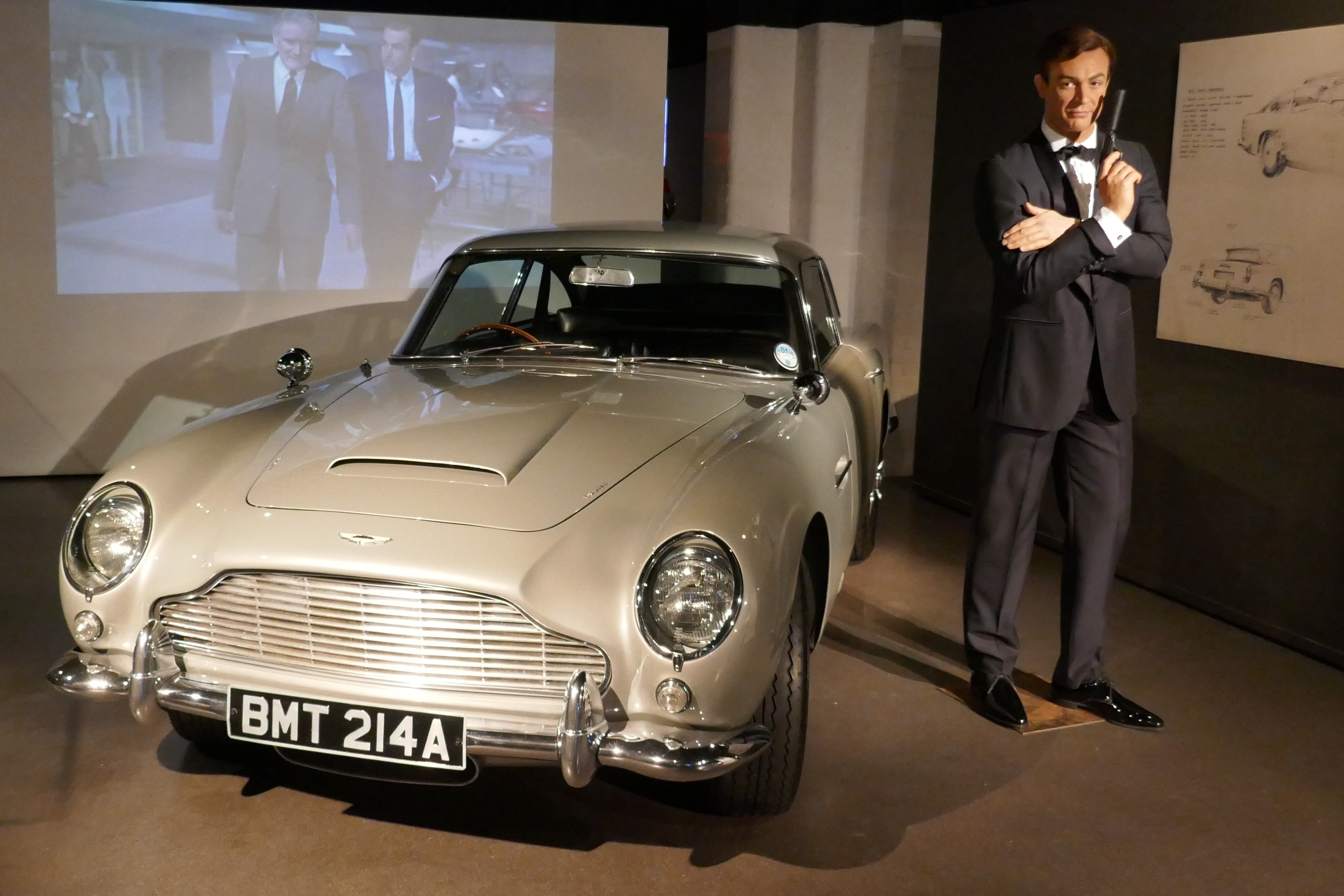
詹姆斯·邦德电影

間諜電影或間諜片（英語：Spy film），是以現實的方式（例如約翰·勒卡雷的改編）作為幻想的基礎（例如詹姆斯·邦德电影）都是虛構的間諜電影。許多的諜報小說都已改編成電影，包括約翰·布肯、勒卡雷、伊恩·佛萊明和萊恩·登頓的作品。英國著名的導演如亞佛烈德·希區考克和卡洛·李也做出傑出的貢獻，並在秘密情報局拍攝許多電影。
間諜電影顯示政府特工的間諜活動以及他們被敵人發現的風險。從1940年代的纳粹主义間諜驚悚片到1960年代的詹姆斯·邦德电影，再到當今的高科技大片，間諜電影一直在全世界的觀眾中廣受歡迎。許多間諜電影融合了令人興奮的逃避現實，技術刺激和異國風情，結合了動作和科幻類型，向觀眾展示他們會聲援的清晰描繪的英雄，並讓觀眾憎恨反派角色。它們也可能涉及政治恐怖因素。但是有許多則為喜劇內容（如果屬於這種類型，則大多是動作喜劇）。
詹姆斯·邦德是最著名的電影間諜，但也有更嚴肅的間諜作品，如勒卡雷的《冷戰諜魂》也出現在冷戰時期。隨著冷戰的結束，最新的反派分子成為恐怖主義，並更多地捲入了中東。